# Mario Viganò
Mario Romeo Viganò (Sesto San Giovanni, 23 novembre 1938) è un cardiochirurgo e politico italiano.
Attivo presso il Policlinico San Matteo di Pavia dal 1968 al 2011, è stato fra i pionieri del trapianto di cuore in Italia.

## Carriera
Alunno del Collegio Ghislieri, si è laureato in Medicina e Chirurgia all'Università degli Studi di Pavia nel 1963. 
Ha completato la formazione scientifica e professionale tra il 1963 e il 1968 a Parigi, presso la clinica cardiochirurgica dell'Hôpital Broussais diretta da Charles Dubost.
Nel 1968 tornava a Pavia dove, a fianco dell'esperienza clinica, portava avanti quella sperimentale, sugli animali. «Quando il Ministero della sanità autorizzò i trapianti di cuore nel 1985 - ricorderà Viganò -, scelse il nostro centro perché avevamo un'esperienza di chirurgia sperimentale sugli animali».

L'équipe guidata da Mario Viganò ha eseguito il secondo trapianto di cuore in Italia, il 18 novembre 1985, appena quattro giorni dopo il primo, eseguito a Padova dall'équipe del professor Vincenzo Gallucci. In riferimento al contesto italiano, ha inoltre eseguito il primo trapianto eterotopico di cuore (1986), il primo cuore artificiale extracorporeo (1987), il primo trapianto di cuore-polmone (1991), il primo trapianto-domino (1991); ha trapiantato il primo cuore artificiale portatile Novacor (1993) e il primo permanente LionHeart (2001). In totale ha portato a termine più di 1400 trapianti, di cui 1050 di cuore, 50 di cuore e polmone e più di 300 tra polmone singolo e polmoni doppio.
Autore di libri scientifici nonché autore di più 700 articoli scientifici, ha collaborato alla stesura e ha scritto il primo capitolo intitolato "The History of Lung Transplantation" del libro "Lung Transplantation - Evolving Knowledge and New Horizons" di Roberto Giovanni Carbone.

## Parlamentare
Mario Viganò è stato Senatore della Repubblica dal 13 febbraio al 22 aprile 1992 (X legislatura).